# Partidul „Republica Unirii”
Partidul „Republica Unirii” (abreviat PRU) este un partid politic de dreapta din Republica Moldova care promovează integrarea europeană și NATO, principiile doctrinei liberale și idealul unității naționale românești prin reunificarea Republicii Moldova cu România. Președintele partidului este Sergiu Mocanu, iar prim-vicepreședintele partidului este Daniela Bodrug.

## Conducerea
- Sergiu Mocanu – președinte

- Daniela Bodrug – prim-vicepreședintă
- Vitalie Colin – secretar general

## Istoric

### Crearea Mișcării Populare Antimafie (MPA)
În vara anului 2010 Sergiu Mocanu a demarat o campanie împotriva sistemului politic mafiotizat de la guvernare, atenționând partidele componente ale Alianței pentru Integrare Europeană (AIE) despre pericolul implicării în politică și accederea la funcții de stat a unor persoane dubioase din anturajul precedentei guvernări. La sfârșitul anului 2010 a fost format un grup de inițiativă pentru crearea Mișcării Populare Antimafie (MPA), adoptând pe 30 ianuarie 2011 Declarația de la Orhei, care pune bazele Mișcării.

### Congresul de constituire al MPA din 6 martie 2011
Congresul de constituire al Mișcării Populare Antimafie (MPA) s-a desfășurat pe 6 martie 2011, eveniment la care au participat 259 de delegați din toate raioanele republicii. Delegații la Congres au ales organele de conducere și au aprobat Programul și Statutul partidului. În calitate de președinte al formațiunii a fost ales Sergiu Mocanu, în calitate de prim-vicepreședinți au fost aleși Viorel Țopa și Gheorghe Susarenco iar Răzvan Paveliu și Daniela Bodrug au fost desemnați vicepreședinți ai partidului.

### Congresul II al MPA din 27 august 2013
Delegații la Congres au adoptat în unanimitate un nou Program al formațiunii întitulat “A II-a Republică”. Documentul a servit în calitate de Program electoral al MPA în cadrul alegerilor parlamentare din noiembrie 2014. Programul prevedea susținerea dezvoltării businessului mic și mijlociu, susținerea domeniului educației, înființarea unui tribunal politic și reorganizarea sistemului vamal și fiscal.
În cadrul Congresului au fost operate modificări și în componența organelor de conducere ale formațiunii. Au fost aleși în calitate de vicepreședinți: Daniela Bodrug, Valerian Vartic și Alexandru Florența, iar Secretar General — Andrei Badiu. De asemenea, au fost votați și membrii Biroului Politic. La lucrările Congresului au participat peste 300 de delegați din toate raioanele republicii.

### Congresul III al MPA din 21 septembrie 2014
Pe 21 septembrie, la Chișinău, și-a ținut lucrările Congresul III al Mișcării Populare Antimafie (MPA). În cadrul evenimentului, formațiunea politică s-a lansat oficial în campania electorală cu Programul “Nicio obligațiune în afara interesului public”.
Delegații la congres au adoptat și o Rezoluție cu privire la garanțiile imediate de securitate politico-militară ale Republicii Moldova.
Potrivit organizatorilor, la Congresul III al MPA au participat circa 300 de delegați din toată republica.

### Forumul Republica Unirii și Congresul IV al MPA din 2 septembrie 2018
Pe 2 septembrie 2018 a avut loc Forumul Republica Uniunii, organizat de liderul Mișcării Populare Antimafie Sergiu Mocanu. La Forum a fost prezentat o concepție, prin care Unirea Republicii Moldova cu România poate să aibă loc prin intermediul construirii statului Republica Moldova într-o nouă formulă ca un instrument pentru unificare. După afirmațiile lui Sergiu Mocanu acest program nu este de partid, mai ales în ajunul alegerilor parlamentare, deoarece acest program poate fi realizat de orice persoană, care este adeptul al Unirii. La Forum au fost invitați câteva sute de oameni, printre care și personalități cunoscute.
După organizarea Forumului a avut loc Congresul IV al Mișcării Populare Antimafie (MPA). În cadrul Congresului au avut loc modificări în componența organelor de conducere ale formațiunii și în statutul partidului. Sergiu Mocanu a fost reales în funcția de Președinte al MPA. Daniela Bodrug a fost aleasă în funcția de Prim-vicepreședinte, iar în funcția de Secretar General a fost ales Vitalie Colin.

## Rezultate electorale

### Alegeri parlamentare
| Anul alegerilor | voturi | % din voturi | mandate obținute | +/- |
| --------------- | ------ | ------------ | ---------------- | --- |
| 2014            | 27.846 | 1,74         | 0 / 101          |     |
| 2019            | 8.631  | 0,61         | 0 / 101          |     |

### Alegeri locale

#### Consilii raionale și municipale
| Anul alegerilor | voturi | % din voturi | mandate obținute |
| --------------- | ------ | ------------ | ---------------- |
| 2015            | 4.632  | 0,36         | 0 / 1116         |

#### Consilii orășenești și sătești
| Anul alegerilor | voturi | % din voturi | mandate obținute |
| --------------- | ------ | ------------ | ---------------- |
| 2015            | 2.164  | 0,20         | 7 / 10564        |

#### Primari
| Anul alegerilor | primari | % din total | mandate obținute |
| --------------- | ------- | ----------- | ---------------- |
| 2015            | 0       | 0           | 0 / 898          |